# Maksvel
Maksvel, znak Mx, mjerna jedinica magnetskog toka u CGSm-sustavu, nazvana po Jamesu C. Maxwellu. Jednaka je toku od 1 gausa kroz plohu, okomitu na smjer polja, od 1 cm2. Iznosi 10-8 vebera (Wb).
1 Mx = 1 G·cm2 = 10-8 Wb.